# Cacho Island
Cacho Island (englisch; bulgarisch остров Качо ostrow Katscho) ist eine felsige, in nordwest-südöstlicher Ausrichtung 750 m lange, 350 m breite und 19 Hektar große Insel im Archipel der Südlichen Shetlandinseln. Sie liegt 5 km südsüdwestlich des nordöstlichen Ausläufers des President Head, 12,4 km nordöstlich des Kap Conway und 30,3 km nordwestlich von Deception Island unmittelbar vor der Ostküste von Snow Island vor der Einfahrt zur Ivaylo Cove. Von der Hall-Halbinsel trennt sie eine 60 m breite Meerenge. 
Die bulgarische Kommission für Antarktische Geographische Namen benannte sie 2020. Namensgeber ist der spanische Physiker, Polarforscher und Autor Javier Cacho Gómez (* 1952), Leiter der spanischen Juan-Carlos-I.-Station auf der Livingston-Insel von 1986 bis 1987, für seine Unterstützung des bulgarischen Antarktisprogramms in dieser Zeit.